# Katolička stranka
Katolička stranka (francuski: Parti catholique, nizozemski: Katholieke Partij) je bivša konzervativna i unitaristička politička stranka u Belgiji koja je imala značajan utjecaj u povijesti države.

## Povijest
Stranka je stvorena 1869. pod nazivom „Federacija katoličkih krugova i konzervativnih udruženja” (Fédération des Cercles catholiques et des Associations conservatrices, tj. Verbond van Katholieke Kringen en der Conservatieve Verenigingen), kao rival Liberalnoj stranci stvorenoj 1846. godine. Pod vodstvom Charlesa Woestea stranka dobiva apsolutnu većinu u parlamentu 1884., te ostaje na vlasti sve do Prvog svjetskog rata. Godine 1921. nasljeđuje je „Katolička unija” (Union catholique ili Katholieke Verbond) nastala pod pritiscima kršćanskog sindikalizma i pojave općih izbora. Godine 1945., osnovana je Kršćansko-socijalna stranka.

## Poznati članovi
- Auguste Beernaert
- Jules de Burlet
- Paul de Smet de Naeyer
- Jules Vandenpeereboom
- Jules de Trooz
- Gustaaf Sap
- Frans Schollaert
- Charles de Broqueville
- Gérard Cooreman
- Henri Baels